# K9999
K9999 (ケイフォーナイン Kei Fō Nain?, pronunciado: "Kei fóor naɪn") es un personaje ficticio de la saga de videojuegos, The King of Fighters. K9999 es un homenaje al personaje del Manga “Akira” Tetsuo.
K9999 es un humano genéticamente modificado creado por NESTS, que fue destinado para entrar al torneo de KOF 2001. Su equipo original es Ángel, Kula Diamond y Foxy, siendo él, el único hombre en su equipo.
Reaparece en The King of Fighters XV como Krohnen McDougall junto a sus antiguas compañeras de equipo Kula Diamond y Ángel.

## Historia
Tras su combate con Orochi (The King of Fighters 97), Kyo Kusanagi fue capturado por NESTS y fue seguidamente objeto de experimentos. Extrajeron ADN de su cuerpo con la esperanza de copiar su poder. El producto de esa investigación llevaría a la creación de un grupo de armas biológicas que pudieran emular las habilidades de Kyo.
Uno de estos clones fue K', que abandonó NESTS para encontrar su pasado y descubrir su futuro. Por este motivo, se creó un "anti-K'". A este se le llamó Kula Diamond. Sus características genéticas le permitían usar el hielo del mismo modo que K' usaba el fuego.
De la clonación del código genético de K' se obtuvo a Krizalid (esto explica por qué ambos tienen recuerdos de Whip, por lo cual Krizalid creía que era su hermana),quien fue asesinado por Zero en The King of Fighters 99. Tras el fracaso de Krizalid y la desaparición de K', NESTS decidió deshacerse de las evidencias de sus errores. Todas sus creaciones fueron incineradas, desde gente normal con genes preexistentes y conflictivos (que necesitaron como entidades maleables), hasta lo que debería haber sido el clon perfecto.
Fue con esta premisa que crearon a K9999. Construido de arriba abajo, K9999 blandía una increíble cantidad de poder. Su propósito principal era destruir las creaciones rebeldes que habían escapado del control de NESTS.
Regresa a The King of Fighters XV como Krohnen McDougall. Él y Ángel deciden convencer a Kula a unírseles a su equipo con la intención de que K', Maxima y Whip pensaran que habían secuestrado a Kula y para hacer molestar a K', ya que la rivalidad entre ellos dos aún está presente.
Al final, Diana y Foxy llegan con Krohnen, Ángel y Kula. Ellas se llevan a Kula, pero antes, Krohnen decide darle dinero en efectivo para que lo gaste en lo que ella quisiera, los 3 hacen las pases y se despiden de Kula. Ángel le propone una vuelta al mundo en sus motocicletas, Krohnen acepta ya que estaba cansado de estar escondido del exterior por culpa de NESTS y su antigua identidad como K9999.

## Gameplay
Todas las formas de comunicación de K9999 son frases cortas o exclamaciones. Es el único personaje de la serie que tiene este estilo. En su DM "You get lost too!" ("¡Piérdete tu también!"), K9999 transforma su brazo en un cañón que dispara fuego al enemigo. En ciertas versiones del juego (dependiendo de política nacional de censura), el cañón se ha editado para que parezca que el fuego le sale de la mano en lugar de un arma.

## Apariciones en la saga
- The King Of Fighters 2001
- The King Of Fighters 2002
- The King of Fighters 2003 de PlayStation 2 (cameo junto a Kula en un escenario)
- The King of Fighters XV

## Trivia
Está claramente inspirado en el personaje Tetsuo Shima de Akira de Katsuhiro Otomo, por lo cual hubo problemas legales entre Otomo y Eolith, la desarrolladora coreana que produjo los KOF 2001 y 2002 y que creó a K9999. Cuando SNK (ya como SNK-Playmore) recuperó los derechos de la saga, crearon a Nameless, un personaje en apariencia diferente pero idéntico en movimientos de ataque para el remake The King Of Fighters 2002 Unlimited Match para borrar la existencia de K9999.
Incluso en el sitio oficial ha sido retirada toda foto de K9999 y como justificación hacen referencia al parecido con Tetsuo Shima bajo el sobrenombre de: "el ya sabes quien" (you know who). 
Sin embargo, en el The Game Awards 2021 se reveló la incorporación del personaje Krohnen, el cual es en apariencia y sobre todo, estilo de juego, similar a K9999, aunque también tiene resemblanza a Nameless.